# Paradise (Texas)
Pour les articles homonymes, voir Paradise.
Paradise est une ville du comté de Wise, dans l'État du Texas, aux États-Unis. Elle comptait 441 habitants lors du recensement de 2010.

## Histoire
Son peuplement commence au début des années 1870 lorsque Bill Anderson y ouvre un general store. À ses débuts la communauté se nomme Eldorado, mais lorsque les colons apprirent par les autorités postales que le nom était déjà pris, il suggérèrent le nom de Paradise Prairie (la Prairie du Paradis), à cause des fleurs sauvages qui entouraient le site. Le nom fut plus tard raccourci et la localité fut dotée d'un bureau de poste en 1876. En 1893, le chemin de fer de la Rock Island line arrive dans la région et la ville se déplace à moins de 2 km au nord-est afin de bénéficier du train qui fait de Paradise un marché prospère pour les fermiers des environs. Vers 1900, Paradise était la plus grande ville du comté de Wise, mais sa population décrut au XXe siècle au profit de grandes agglomérations comme Fort Worth ou Dallas qui sont à moins de 100 km.

## Cinéma
Paradise, Texas est un film de Lorraine Senna tourné en 2005 avec Timothy Bottoms, Ben Estus et Meredith Baxter.

### Sources
- Paradise sur The Handbook of Texas Online
- Rosalie Gregg, Wise County History (Vol. 1, n.p: Nortex, 1975; Vol. 2, Austin: Eakin, 1982).

### Note
1. ↑  Paradise, Texas le film sur IMDb